# Chrysemosa jeanneli
Chrysemosa jeanneli är en insektsart som först beskrevs av Navás 1914.  Chrysemosa jeanneli ingår i släktet Chrysemosa och familjen guldögonsländor. Inga underarter finns listade i Catalogue of Life.

## Bildgalleri

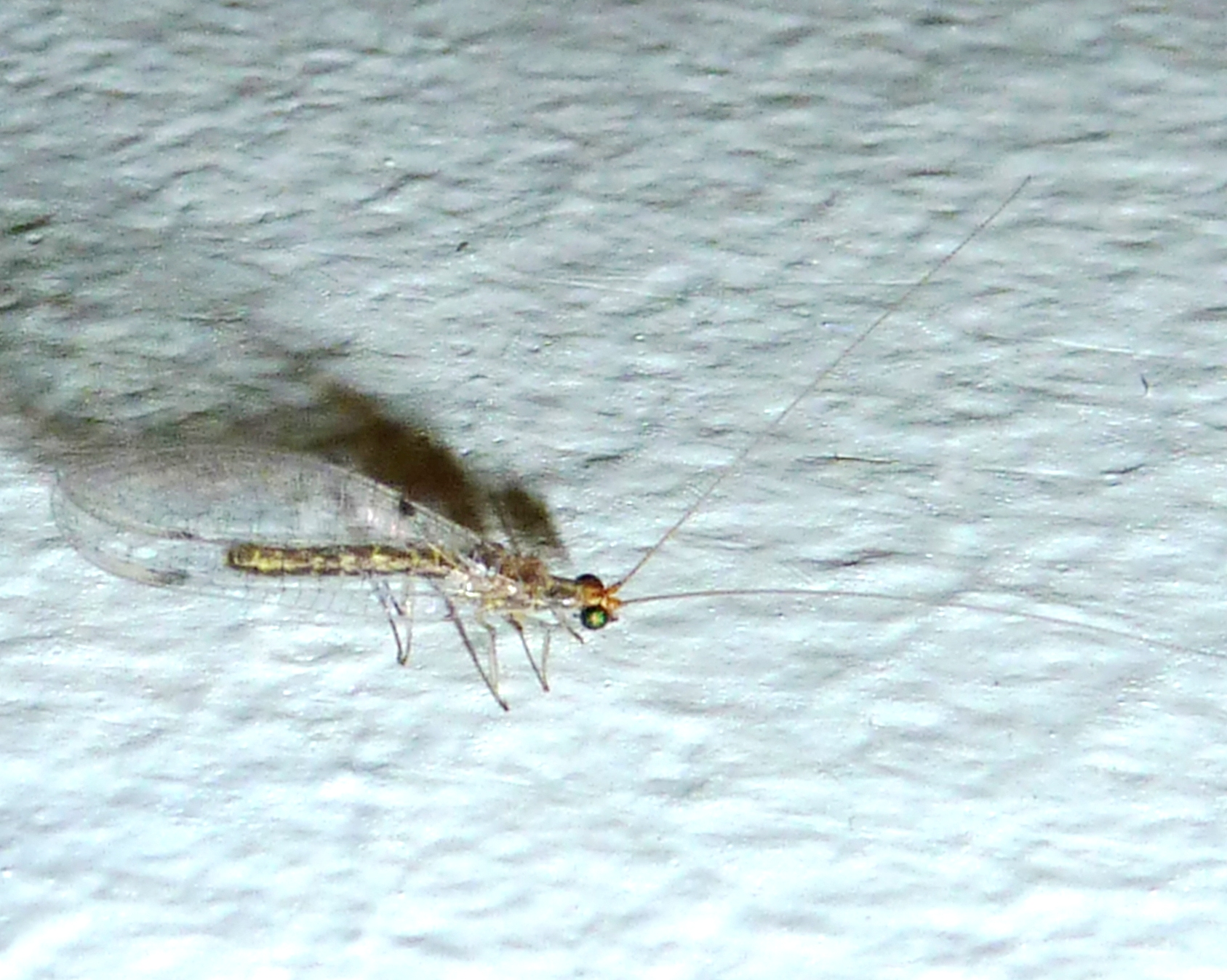
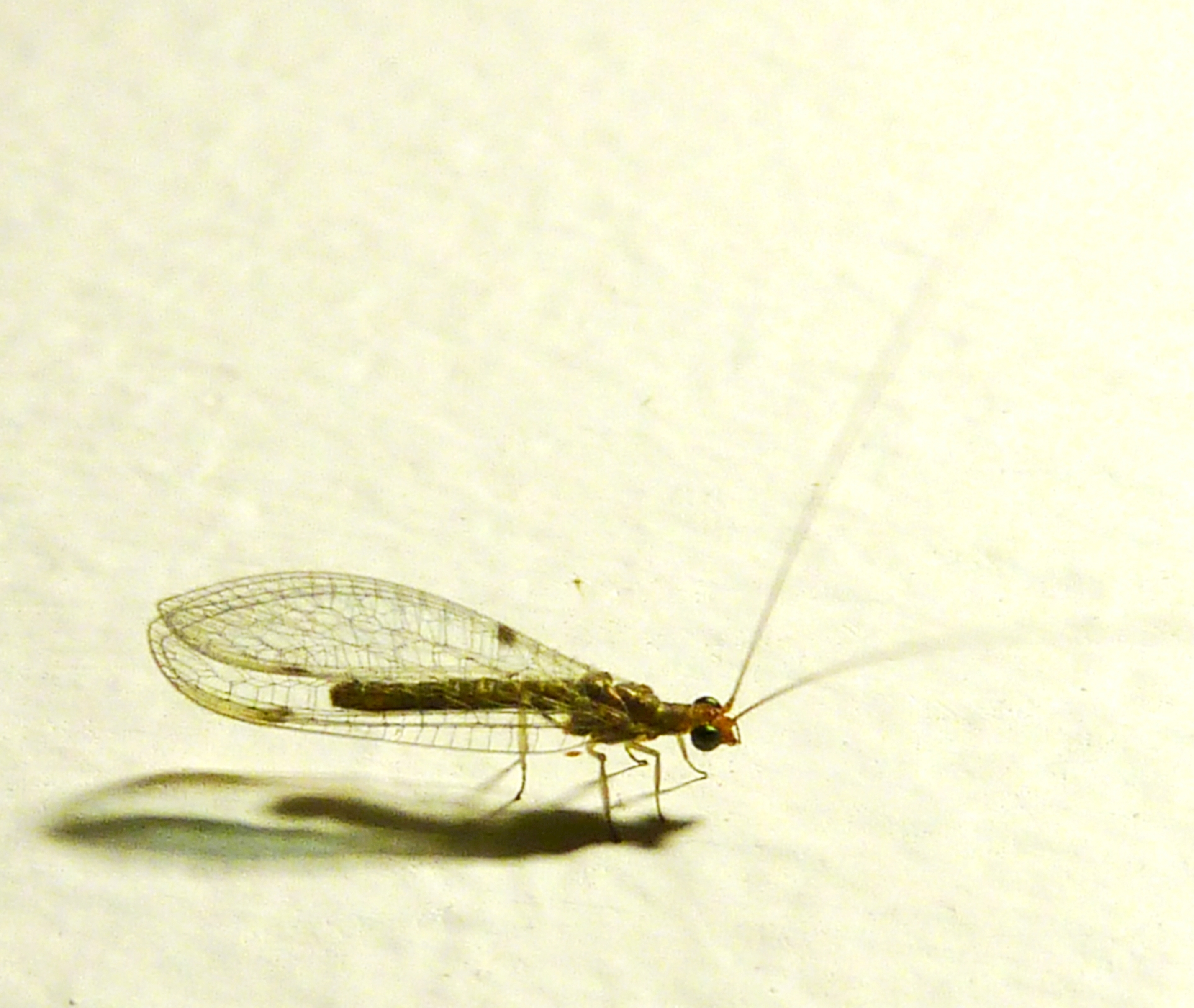
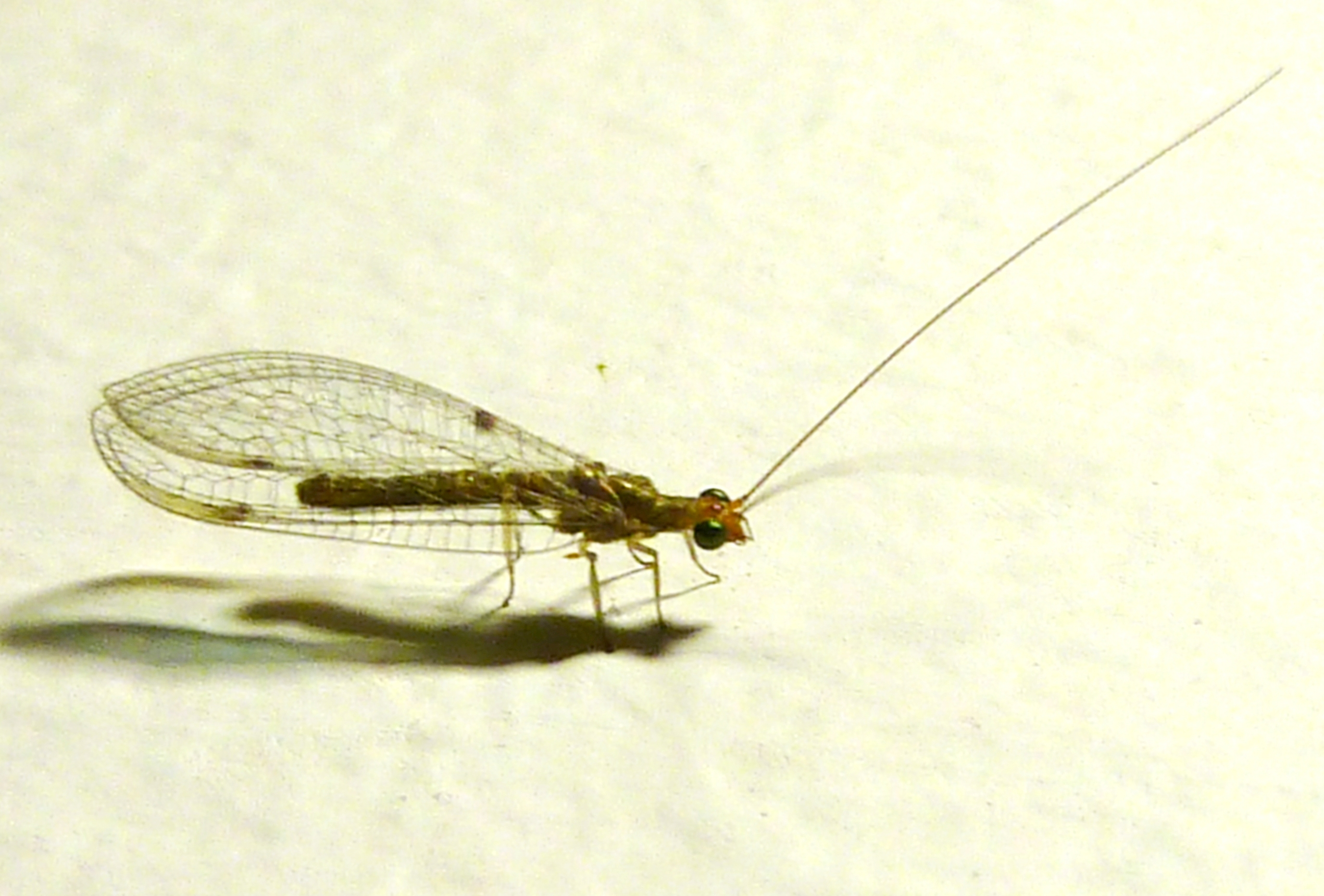
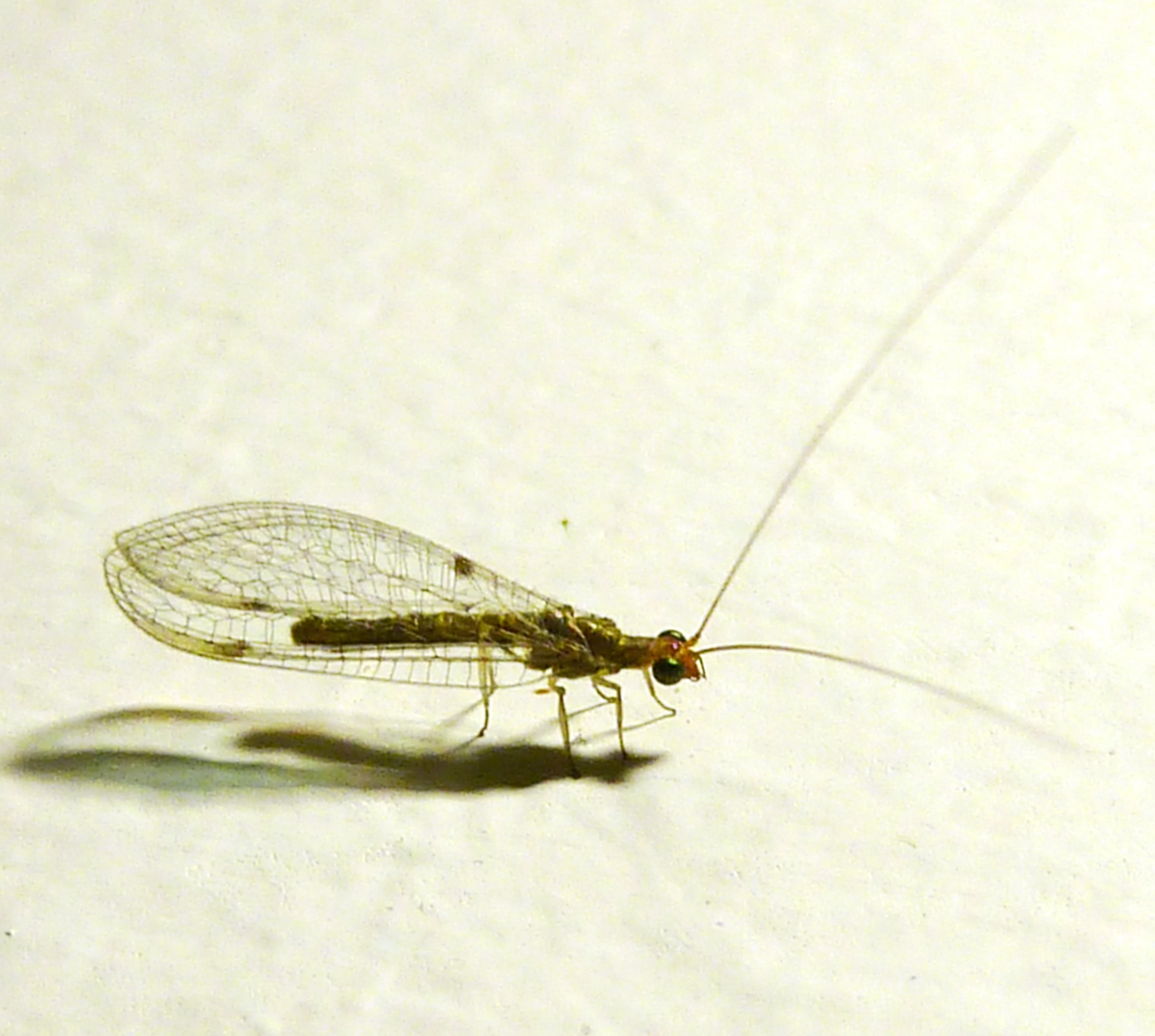
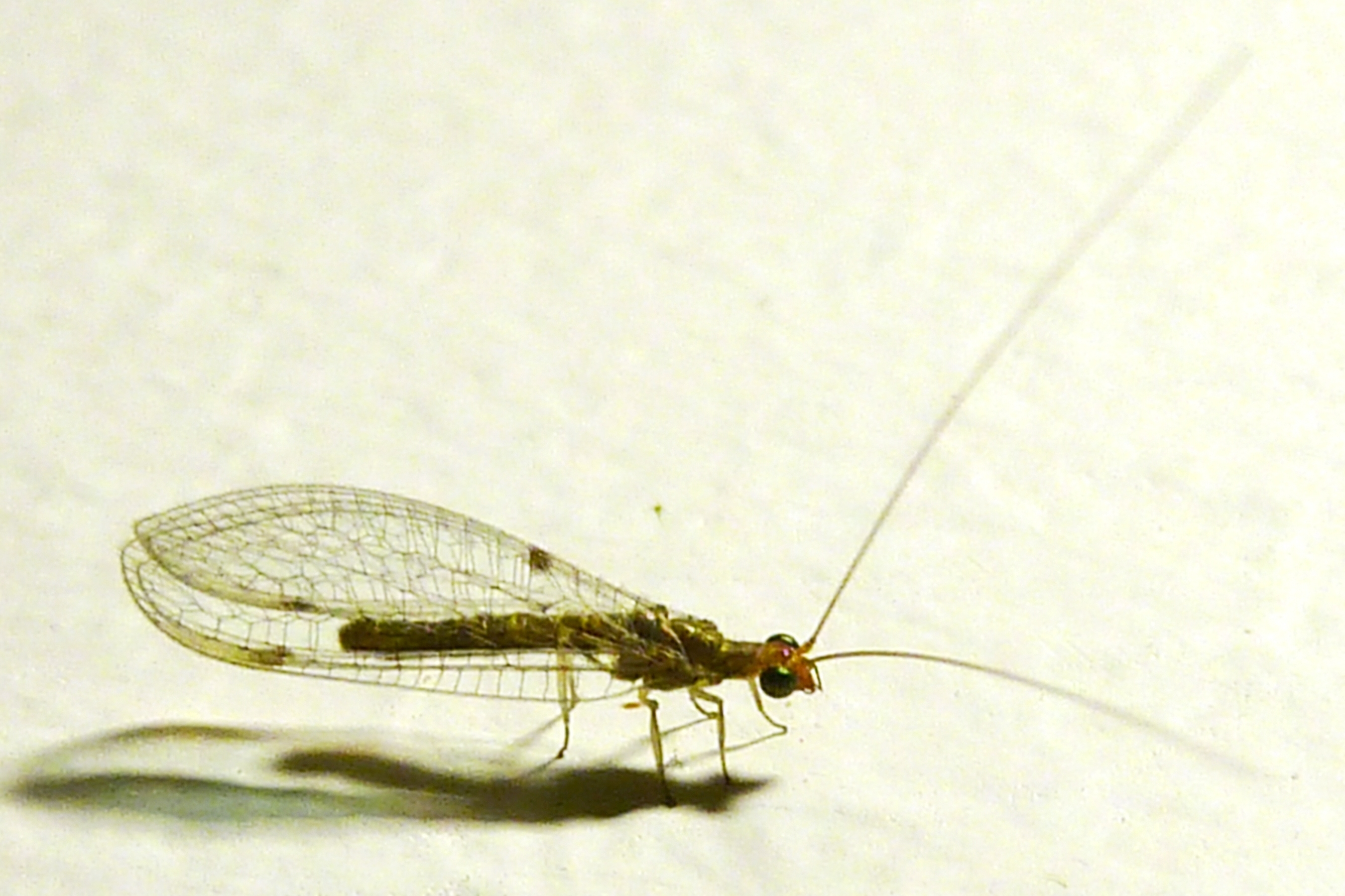